# ピコ太郎のララバイラーラバイ
『ピコ太郎のララバイラーラバイ』（ピコたろうのララバイラーラバイ）は、2017年8月2日よりテレビ東京にて放送されていた日本のテレビアニメ。6分枠放送。テレビ放送に先駆け、同年7月よりdTV、あにてれにてWeb限定バージョンを配信中。

## 概要
シンガーソングライターであるピコ太郎を主人公としてアニメ化した作品。監督である谷口崇が描き下ろした1枚のイラストをもとに、ピコ太郎がおとぎ話を即興で創作し、それを収録するという手法で制作されている。このため台本が存在しないという、アニメ業界でも非常に珍しい方法となっている。

## スタッフ
- 企画・原案・音楽 - 古坂大魔王
- 企画 - 勝股英夫、川崎由紀夫
- 企画協力 - エイベックス・マネジメント
- 監督・キャラクターデザイン - 谷口崇
- 背景・編集 - 室千帆里
- オープニング音楽 - すどうゆうき
- 音楽制作 - エイベックス・ピクチャーズ、テレビ東京ミュージック
- プロデューサー - 松村一人、細谷伸之
- アソシエイトプロデューサー - 日野亮、山川典夫
- アニメーションプロデューサー - 松田彩
- アニメーション制作 - DLE
- 製作 - ピコ太郎のララバイラーラバイ製作委員会

## 各話リスト
| 話数  | サブタイトル       | 配信日  |
| ----- | ------------------ | ------- |
| 第1話 | マッチ売りの少女   | 7月17日 |
| 第2話 | シンデレラ         | 7月19日 |
| 第3話 | みにくいアヒルの子 | 7月26日 |

| 話数  | サブタイトル       | 放送日  |
| ----- | ------------------ | ------- |
| 第1話 | アリとキリギリス   | 8月2日  |
| 第2話 | 金の斧 銀の斧      | 8月9日  |
| 第3話 | ジャックと豆の木   | 8月16日 |
| 第4話 | 王様の耳はロバの耳 | 8月23日 |
| 第5話 | 裸の王様           | 8月30日 |
| 第6話 | 北風と太陽         | 9月6日  |
| 第7話 | 3びきのこぶた      | 9月13日 |
| 第8話 | ブレーメンの音楽隊 | 9月20日 |
| 第9話 | 赤ずきん           | 9月27日 |

## 放送局
| 配信期間                              | 配信時間                       | 配信サイト   |
| ------------------------------------- | ------------------------------ | ------------ |
| 2017年7月17日 2017年7月19日 - 7月26日 | 月曜 0:00 更新 水曜 12:00 更新 | dTV あにてれ |

| 放送期間               | 放送時間           | 放送局     | 対象地域   |
| ---------------------- | ------------------ | ---------- | ---------- |
| 2017年8月2日 - 9月27日 | 水曜 22:48 - 22:54 | テレビ東京 | 関東広域圏 |

| 配信期間       | 配信時間        | 配信サイト                                                                                           |
| -------------- | --------------- | --- |
| 2017年8月3日 - | 木曜 12:00 更新 | dTV あにてれ                                                                                         |
| 2017年8月5日 - | 土曜 12:00 更新 | TSUTAYA TV ひかりTV Rakuten SHOWTIME DMM.com GYAO! / GYAO!ストア ビデオマーケット ニコニコチャンネル |
| 2017年8月6日 - | 日曜 0:00 更新  | J:COMオンデマンド ビデオパス milplus                                                                 |
| 2017年9月29日  | 未定            | dアニメストア                                                                                        |